# Obrium takahashii fukidai
Obrium takahashii fukidai es una subespecie de escarabajo longicornio del género Obrium, categorizada en la tribu Obriini, de la subfamilia Cerambycinae. Fue descrita por Fujita en 2023.

## Descripción
Mide 3,9-5,2 mm de longitud.

## Distribución
Se distribuye por Japón.